# Celsius (cráter)
Celsius es un pequeño cráter de impacto que se encuentra en el terreno accidentado del hemisferio sur en la cara visible de la Luna, a menos de un diámetro al sursudoeste del cráter Zagut, y al norte del cráter Büsching.
|  |

Se trata de un cráter muy desgastado, con el borde del lado suroeste que ha sido dañado por múltiples impactos de cráteres pequeños. Hay un hueco en forma de valle en el borde norte que une Celsius con Celsius A. El suelo interior de Celsius carece de rasgos distintivos, a excepción de un pequeño cráter en la mitad norte.

## Cráteres satélite
Por convención estos elementos son identificados en los mapas lunares poniendo la letra en el lado del punto medio del cráter que está más cerca de Celsius.
|         | \| Celsius \| Coordenadas \| Diámetro \| \| ------- \| ----------------------------- \| -------- \| \| A \| 33°00′S 20°30′E / -33.0, 20.5 \| 14 km \| \| B \| 34°36′S 19°42′E / -34.6, 19.7 \| 6 km \| \| D \| 34°42′S 19°06′E / -34.7, 19.1 \| 19 km \| \| E \| 32°54′S 20°06′E / -32.9, 20.1 \| 11 km \| \| H \| 33°48′S 20°06′E / -33.8, 20.1 \| 6 km \| |          |
| Celsius | Coordenadas | Diámetro |
| A       | 33°00′S 20°30′E / -33.0, 20.5 | 14 km    |
| B       | 34°36′S 19°42′E / -34.6, 19.7 | 6 km     |
| D       | 34°42′S 19°06′E / -34.7, 19.1 | 19 km    |
| E       | 32°54′S 20°06′E / -32.9, 20.1 | 11 km    |
| H       | 33°48′S 20°06′E / -33.8, 20.1 | 6 km     |